# Macrostomum lignano
Macrostomum lignano là một loài sống giun dẹp sống tự do, lưỡng tính. Nó trong suốt và có kích thước thước nhỏ (con trưởng thành đạt chiều dài khoảng 1,7 mm). Ban đầu nó là một sinh vật mô hình cho các nghiên cứu về sinh học phát triển, nó đã mở rộng sang các lĩnh vực quan trọng khác của nghiên cứu như chọn lọc giới tính và xung đột tình dục, lão hóa độc chất học sinh thái,, và gần đây hơn, bộ gen học.

## Tên
Tên chi "Macrostomum", có nghĩa là "miệng lớn", bắt nguồn từ tiếng Hy Lạp μάκρος makros, "lớn", và στόμα, lỗ thoát, miệng. Tên loài, "lignano", xuất phát từ nơi mà loài này đến nay đã được tìm thấy, là những bãi biển cát và đầm phá tại và gần Lignano Sabbiadoro, Ý.

## Sinh học
Macrostomum lignano, như tất cả các loài giun dẹp khác, không phân đốt, thân mềm động vật đối xứng hai bên, không có khoang cơ thể, và không có hệ tuần hoàn hoặc cơ quan hô hấp. Khuếch tán oxy và chất dinh dưỡng đến các bộ phận cơ thể khác nhau có thể do kích thước nhỏ của nó (con trưởng thành đạt chiều dài khoảng 1,7 mm).
Macrostomum lignano là lưỡng tính cùng lúc. Con trưởng thành (khoảng 12 ngày sau khi nở, ở 20 °C và ăn uống tự do (ad libitum)) có một cặp buồng trứng và một cặp tinh hoàn, đồng thời tạo ra giao tử trong cả hai chức năng sinh dục. Sinh sản bằng giao phối cùng giống, với các con giun giao phối xuôi ngược với nhau.

## Sinh thái học và phân bố

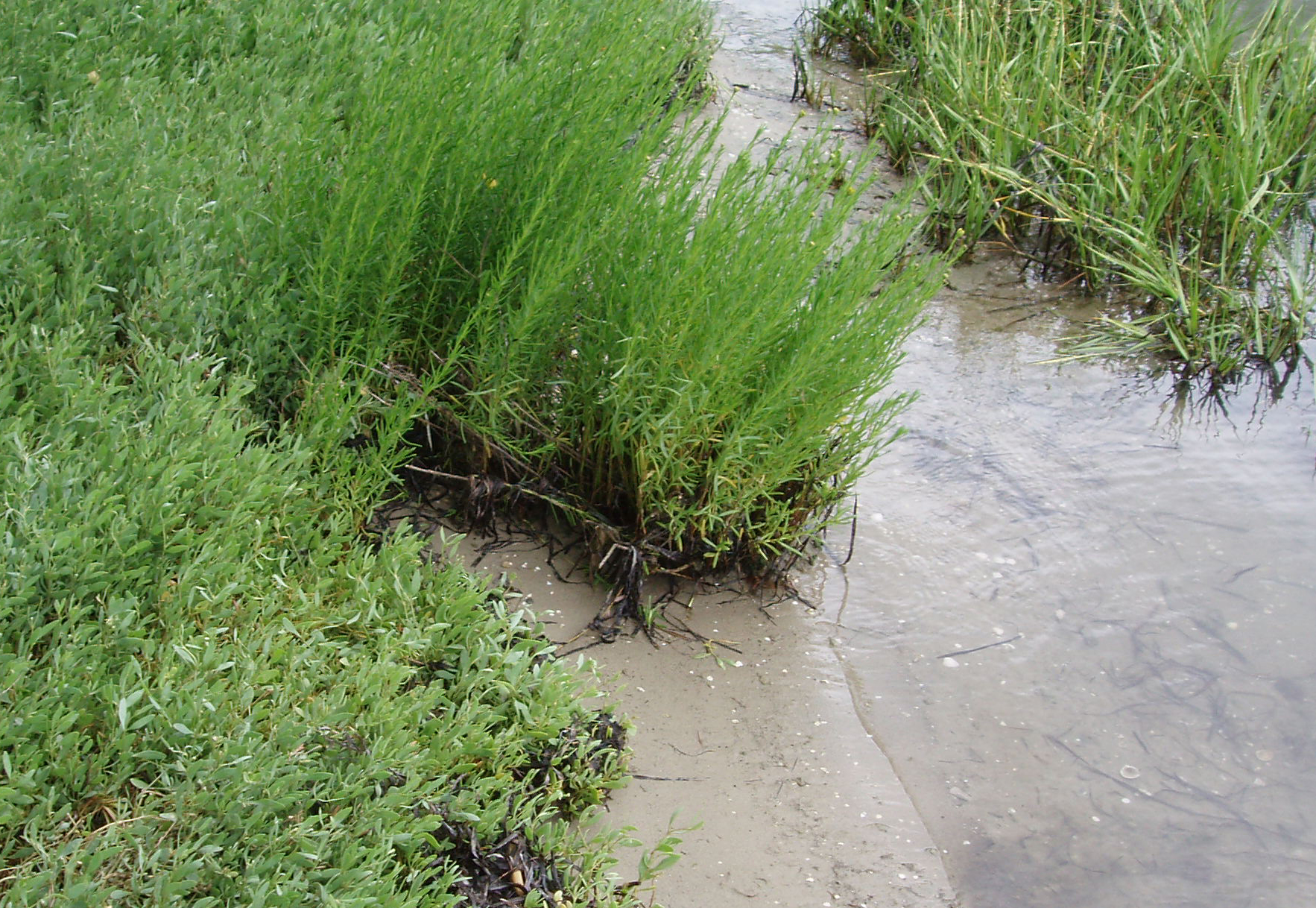
Cát ẩm trên mực nước là môi trường sống tuyệt vời của M. lignano

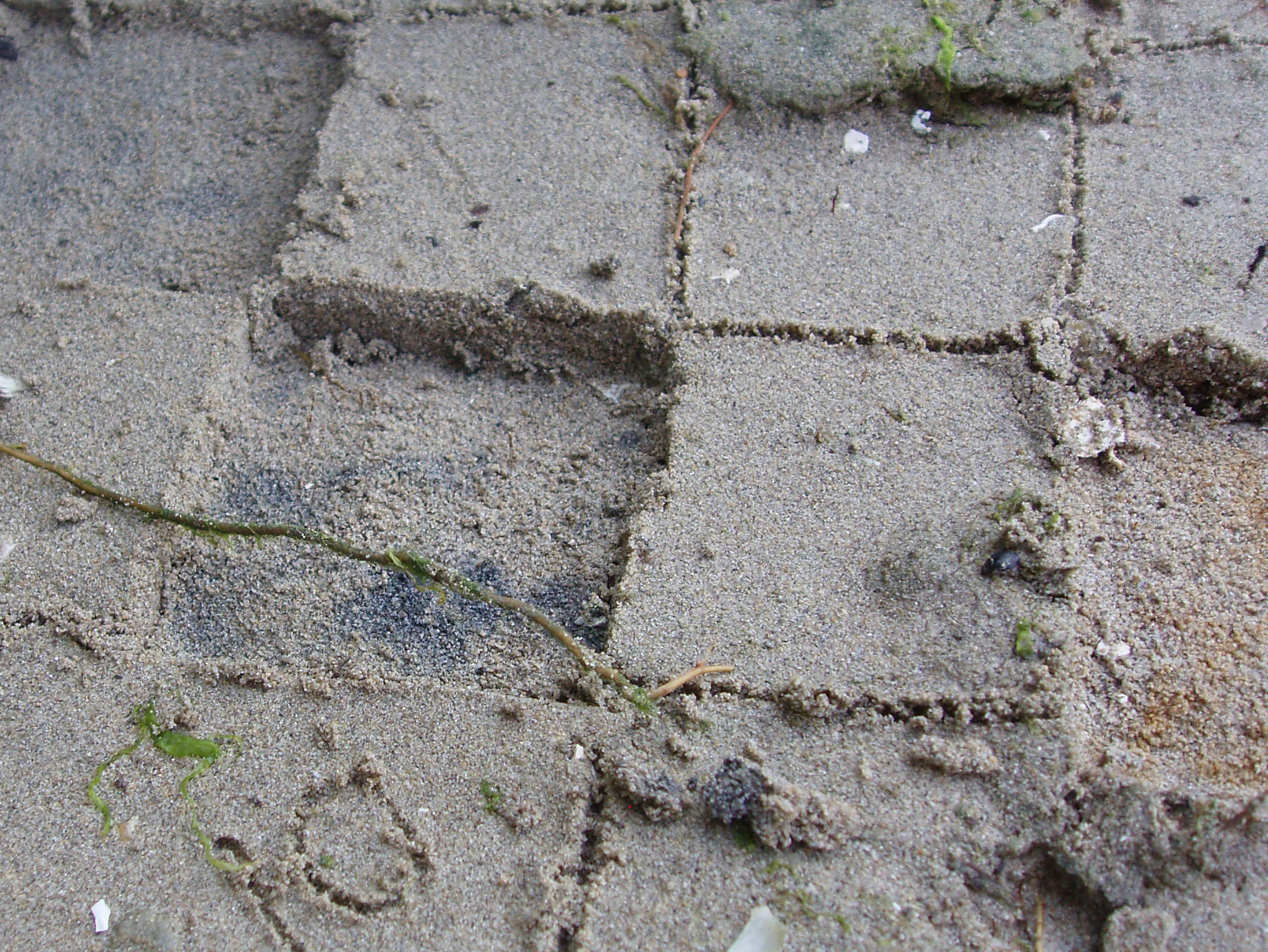
Lấy mẫu cát ẩm có M. lignano

Macrostomum lignano sống trong các kẽ hở của môi trường sống cát, tại khu vực bãi triều hoặc trên-triều, thường là trên 5–10 mm. Nó chỉ cần một chút độ ẩm trong cát để tồn tại, nhưng nó cũng có thể được tìm thấy dưới nước trong thời gian thủy triều cao. M. lignano ăn chủ yếu là tảo cát, nhưng nó từng được quan sát thấy là ăn động vật không xương nhỏ và, đôi khi, trứng (thậm chí của đồng loài hay đôi khi là của chính nó). M. lignano thường có thể được tìm thấy với các động vật thuộc các nhóm như Turbellaria, động vật lông bụng (Gastrotricha), giun tròn (Nematoda), và nhiều nhóm động vật giáp xác như các loài chân kiếm. Mật độ rất khác nhau, có thể có hàng trăm cá thể trong một muỗng canh cát.
Đến nay, M. lignano chỉ được tìm thấy tại các địa điểm gần Lignano Sabbiadoro (Ý): đầm phá thủy triều ở phía đông Bibione và Isola di Martignano, những bãi biển tự nhiên và bán tự nhiên ở Laguna di Marano và Isola Valle Vechia.